# Aleksiej Popow
Aleksiej Popow (Алексей Попов, ur. 7 lipca 1978 r. w Permie) – pochodzący z Rosji kazachski piłkarz grający na pozycji obrońcy. W 2010 roku przyjął obywatelstwo kazachskie, aby móc grać w reprezentacji.